# 明江
明江，又名萦江，位于中国广西壮族自治区西南部，是左江右岸支流，发源于广西上思县叫安乡南部十万大山柞老顶（1205米）以北1.5千米处，东北流进入那板水库，出库后转西流，至宁明县城城中镇东南的寨板村以东左纳派连河（思凌河）后转西北流，于龙州县上金乡西南汇入左江。干流长308千米，平均比降0.33‰，流域面积6379平方千米（其中越南境内364平方千米）。明江源头地处十万大山，峰峦叠嶂，属于国家级森林公园；中游宁明县境内两岸为冲击平原，土地肥沃；下游河口段是岩溶山区，两岸山崖陡峭，岩体裸露，有多处岩壁画。历史上的明江曾是水路要道。1965年后，由于河中建水坝，阻断了长途水运。